# Gnathophausia zoea
Gnathophausia zoea is een kreeftachtigensoort uit de familie van de Gnathophausiidae. De wetenschappelijke naam van de soort is voor het eerst geldig gepubliceerd in 1875 door Willemoes-Suhm.